# Kazimiera Horbowska
Kazimiera (Mira) Horbowska (ur. 30 grudnia 1885 w Dolecku lub 13 stycznia 1886 w Warszawie, zm. 20 sierpnia 1957 w Skolimowie) – polska śpiewaczka (sopran) oraz aktorka teatralna i filmowa.

## Życiorys
Śpiewu uczyła się w Warszawie u J. Rybaczkowa, a następnie w Moskwie u U. Musettiego. Profesjonalnie debiutowała najprawdopodobniej w 1910 roku w Kaliszu. Następnie śpiewała w kabarecie Momus oraz była chórzystką w zespole Warszawskich Teatrów Rządowych. W latach 1912-1913 występowała w Lublinie, a w sezonie 1913/1914 - w warszawskim Teatrze Nowości.
W 1915 roku wyjechała do Rosji, gdzie występowała w zespole polskiej operetki w Moskwie (1916) oraz rosyjskich zespołach w Petersburgu i Baku. Do Polski powróciła w 1918 roku. Lata 1918-1926 spędziła w Warszawie, śpiewając w teatrach: Nowości (1918-1921), Miraż (1918-1919), Stańczyk (1922), Operetka-Wodewil, Qui Pro Quo (1924) oraz Eldorado (1925-1926). Wyjeżdżała również na koncerty i gościnne występy m.in. do Bydgoszczy, Grodna, Lwowa (1927) i Wilna (1928). W 1928 była członkinią zespołu objazdowego, wystawiającego operetkę "Paganini" Franza Lehára. Następnie występowała we Lwowie (Teatry Miejskie, 1929-1930), Krakowie (z zespołem lwowskim w 1930 roku) oraz Warszawie (Teatr Bagatela i Teatr Nowości w latach 1931-1932, Teatr Kameralny w 1939 roku).
Podczas II wojny światowej nie występowała. Po zakończeniu walk występowała w objazdowych zespołach operetkowych oraz w audycjach radiowych. W latach 1949-1951 pracowała w Państwowym Przedsiębiorstwie Estradowym „Artos” jako kontroler wokalny. Ostatnie lata życia spędziła w Domu Artystów Weteranów Scen Polskich w Skolimowie, a po śmierci została pochowana na miejscowym cmenatrzu.

### Rodzina
Była bratanicą Mieczysława Horbowskiego (1849-1937) - śpiewaka operowego oraz pedagoga. W 1926 lub w 1928 roku wyszła za mąż za śpiewaka i aktora Mariana Wawrzkowicza (1902-1978), aczkolwiek na scenie nigdy nie używała jego nazwiska.

## Filmografia
- Rapsodia Bałtyku (1935) - kobieta na balu
- Kochaj tylko mnie (1935) - gość w restauracji "Continental"
- Trędowata (1936) - gość na balu u Michorowskich
- Straszny dwór (1936) - łowczyni
- Róża (1936) - uczestniczka balu
- Jego wielka miłość (1936) - widz w teatrze
- Fredek uszczęśliwia świat (1936) - żona Siennickiego
- Będzie lepiej (1936) - krewna Ruczyńskich
- Dorożkarz nr 13 (1937) - ciotka Krystyny
- Wrzos (1938) - kobieta rozmawiająca przez telefon
- Złota Maska (1939) - gość na imieninach Antoniego Nieczaja

Źródło:Film Polski